# آنتونیو سودا
آنتونیو سودا (انگلیسی: Antonio Soda؛ زادهٔ ۲۴ ژوئن ۱۹۶۴) بازیکن فوتبال اهل ایتالیا است.
از باشگاه‌هایی که در آن بازی کرده‌است می‌توان به باشگاه فوتبال باری، باشگاه فوتبال تریستیانا، باشگاه فوتبال امپولی، باشگاه فوتبال پالرمو، و باشگاه فوتبال اسپال اشاره کرد.